# Agrianome spinicollis
Agrianome spinicollis är en skalbaggsart som först beskrevs av Macleay 1827.  Agrianome spinicollis ingår i släktet Agrianome och familjen långhorningar. Inga underarter finns listade i Catalogue of Life.